# Heilige Roomse Rijk
Het Heilige Roomse Rijk van de Duitse natie (Latijn: Sacrum Imperium Romanum Nationis Germanicae) was een rijk in Centraal-Europa en omringende gebieden. 'Rooms' betekent in dit verband zowel 'romeins' (het zou een voortzetting zijn van het West-Romeinse Rijk) als 'gelegitimeerd door het hoogste kerkelijke gezag in Rome'. Het was geen staat in de moderne betekenis van het woord, maar een bestuurlijk en politiek verband van grondgebieden in wereldlijke en kerkelijke hand die direct of indirect onderworpen waren aan de soevereiniteit van de Rooms-Duitse keizer of koning, lange tijd op basis van plaatselijk geldend leenrecht.
De keizer werd gezalfd en gekroond door het hoofd van de Rooms-Katholieke Kerk, de paus, een ceremonie die beide partijen in de 13e eeuw waren overeengekomen. De relatie van de keizer met zijn gebieden veranderde herhaaldelijk, evenals zijn machtsbereik. Een deel van het rijk stond onder persoonlijke controle van de keizer, het overige deel bestond uit een groot aantal grondgebieden die in leen waren gegeven als hertogdom, graafschap, prinsdom, bisdom, of aartsbisdom en uit vrije steden en rijkssteden. De autonomie van deze gebieden nam in de loop van de middeleeuwen toe door maatschappelijke ontwikkelingen, onderlinge militaire veroveringen, huwelijken en erfopvolging. De centrale macht en bestuurlijke samenhang namen daardoor af. In de late 15e en vroege 16e eeuw werden voor het Duitse deel van het rijk een aantal overkoepelende instituties geschapen die achteraf als staatsrechtelijk of constitutioneel van aard kunnen worden gezien, zoals de Rijksdag als gemeenschappelijke bestuurlijke vergadering, het Rijkskamergerecht als hoogste rechterlijke instantie en de kreitsen als bestuurseenheden met zeggenschap door burgervertegenwoordiging.
Wanneer het Heilige Roomse Rijk ontstond is niet precies aan te geven. De keizerstitel werd in het westen van Europa opnieuw ingevoerd met de keizerskroning van Karel de Grote in 800. In 962 liet Otto I de Grote, de koning van het Oost-Frankische of Duitse koninkrijk, zich door de paus tot keizer kronen. Dit was een door beide machten nieuw bedachte ceremonie die het keizerschap als berustend op de wil van de door de Rooms-Katholieke Kerk aanbeden God moest legitimeren en de keizer als diens regerende hand op aarde verbeeldde. De verbinding tussen het Duitse koningschap en de keizerstitel vormde sindsdien de basis van het Heilige Roomse Rijk. Ook het hertogdom Lotharingen, het koninkrijk Italië, het graafschap Bourgondië (dat laatste als 'Rijks'-Bourgondië te onderscheiden van het Franse hertogdom Bourgondië) en Rijks-Vlaanderen, behoorden tot het rijk. Het noordwesten van het huidige Frankrijk (Artesië) met het tot dusver tot het koninkrijk Frankrijk behorende Kroon-Vlaanderen kwam in 1529 binnen het Duitse Rijk. Lotharingen, Artesië en delen van de Elzas, Vlaanderen en 'Rijks'-Bourgondië werden door Frankrijk veroverd in de 17e en 18e eeuw. De Duitse gebieden bleven steeds de kern van het Rijk vormen. Daarnaast werd de keizer in het middeleeuws christelijk denken als wereldlijke tegenhanger van de paus gezien, met een universeel gezag.
Het Duitse koningschap was aanvankelijk erfelijk. Dit evolueerde echter in de loop der jaren via een voorstel tot erfopvolging dat werd aangenomen door de keurvorsten, de feodale bovenlaag van het rijk, tot een koning die geheel werd gekozen. In de middeleeuwen kon de koning zich pas keizer noemen nadat hij door de kerk in Rome was erkend. Dat vereiste de pauselijke goedkeuring en kroning, die vaak pas na diplomatieke onderhandelingen gegeven werd waarbij over en weer toezeggingen werden gedaan. Sinds de 16e eeuw nam de koning de keizerstitel aan als erfelijke titel direct en zonder tussenkomst van Rome. Het huis Habsburg had de keizerstitel erfelijk weten te verklaren. Daarvoor had Rome afstand gedaan van zijn legaliserende macht, omdat Habsburg in de 16e eeuw de sterkste macht van de rooms-katholieke vorsten en standen in het Rijk was geworden. Het koningschap werd sindsdien een rang van lagere orde, toebedeeld aan enkele machtige keurvorsten, of eigenmachtig aan zich getrokken, zoals door de hertog van Brandenburg die zichzelf in 1702 tot koning van Pruisen verklaarde.
Het rijk werd uiteindelijk op gezag van keizer Napoleon in 1806 opgeheven en vervangen door een nieuwe eigendoms-, machts- en bestuursstructuur (zie ook Duitse Bond).

## Naam en voorgeschiedenis

### Ontwikkeling van de naam
De naam Heilige Roomse Rijk is geleidelijk ontstaan. Het rijk werd Rooms genoemd omdat het gezien werd als voortzetting van het (West-)Romeinse Rijk, een idee dat translatio imperii genoemd werd. Het adjectief Heilig werd daar in de 12e eeuw aan toegevoegd om aan te geven dat de keizerlijke waardigheid direct van God aan de keizer zou zijn overgedragen. Het hoofd van de kerk was in deze de bemiddelaar en kroonde en zalfde de koning 'als keizer'.

### Het Roomse Rijk
Onder de eerste Frankische keizers had het keizerrijk nog geen eigen naam. Het keizerschap was persoonlijk en niet verbonden met een bepaald gebied. De oorspronkelijke, Latijnse, keizerstitel die door Karel de Grote en Otto I de Grote gevoerd werd was Imperator Augustus. In 982 veranderde Otto II de titel in Romanorum Imperator (keizer van de Romeinen). Het duurde echter tot 1034 voordat het keizerrijk zelf Romanum Imperium (Roomse of Romeinse Rijk, Duits: Römisches Reich) genoemd werd.

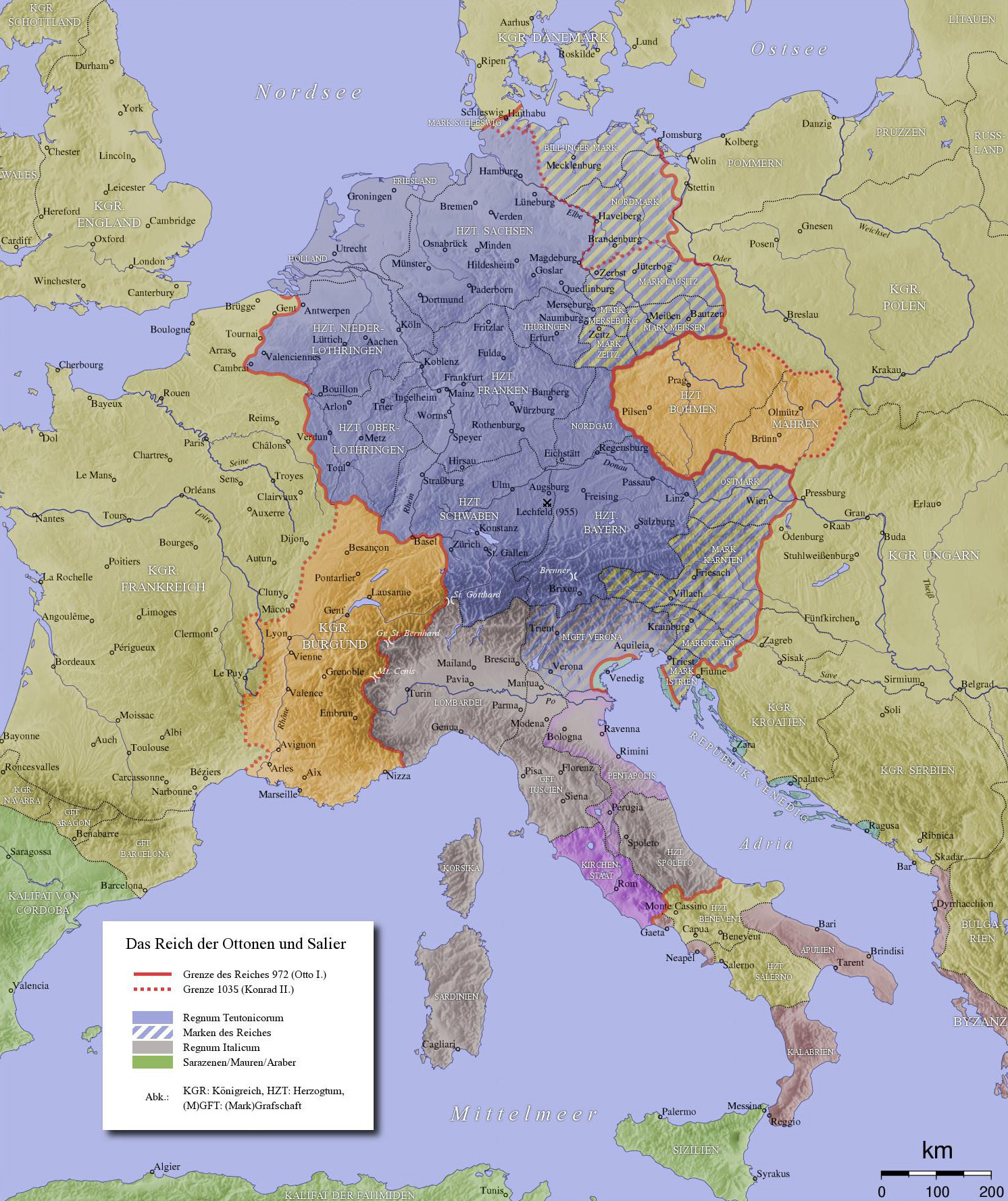
Het rijk van de Ottonen, later Heilige Roomse Rijk genoemd, in 972

Door het rijk "Römisch/Romeins/Rooms" te noemen, presenteerden de keizers het rijk nadrukkelijk als voortzetting van het Romeinse Rijk. De rechtvaardiging hiervoor was het concept Translatio imperii dat stelde dat het (West-)Romeinse Rijk niet ten onder was gegaan maar werd voortgezet door de latere keizers. In het middeleeuws christelijk denken was dat zeer belangrijk, omdat volgens mogelijke interpretatie van het Bijbelboek Daniël de eindtijd zou aanbreken na de ondergang van het IJzeren Rijk, wel aangeduid als het Romeinse Rijk. Als opvolgers van de Romeinse keizers maakten de Duitse/Oost-Frankische keizers ook aanspraak op de beschermheerschappij over de hele christelijke wereld en op een voorrangspositie ten opzichte van andere heersers. Zoals de paus een universeel geestelijk gezag had, had de keizer dat op wereldlijk gebied. De geslachten van de Ottonen en daarna de Stauffen hadden een zodanig sterke positie verworven dat zij erfelijk koning en vervolgens keizer werden. Na hun verval werden koningen en keizers in het Duitse Rijk weer naar Germaanse traditie gekozen door de zogenaamde 'rijksstanden', die uit de adel bestond met de titel van vorst, dat wil zeggen vaak hertogen, soms ook graven, en aartsbisschoppen die rechtstreeks uit handen van de koning hun leen had ontvangen. Onder toezegging van dergelijke privileges probeerden de aspirant-koningen stemmen voor hun keizerschap te winnen en dat kon leiden tot strijd en zelfs stakende stemmen, met als gevolg de keuze van een koning én een tegenkoning. Sinds het einde van de 12de eeuw werden alleen nog zogenaamde keurvorsten uit de hoogste adel, waaronder de koningen, gemachtigd deel te nemen aan de verkiezingen van de keizer en werd daarmee ook hun (keizerlijke) leen inzet van hun keuze.

### Heilige Rijk
In de 11e en 12e eeuw kwamen de keizers steeds vaker in conflict met de paus. Via de keizerskroning, die na de keuze door de Duitse vorsten door de paus werd uitgevoerd, konden de pausen aanspraken maken op de heerschappij over het rijk. Keizer Frederik I Barbarossa begon daarom vanaf 1157 de naam Sacrum Imperium (Heilige Rijk) te gebruiken. Hiermee weersprak de keizer het recht van de paus boven het keizerschap en stelde hij dat het direct van God afkomstig was, en juist onafhankelijk van de paus. De keizerskroning door de paus zou dan alleen nog een ceremoniële functie hebben.
De namen Romanum Imperium (Duits: Römisches Reich) en Sacrum Imperium (Duits: Heiliges Reich) werden vanaf dit moment afwisselend gebruikt. In 1254 werden de twee benamingen voor het eerst gecombineerd tot Sacrum Romanum Imperium (Duits: Heiliges Römisches Reich). De gecombineerde naam werd echter pas vanaf het midden de 14e eeuw regelmatig gebruikt.

### De Duitse natie
De laatste grote verandering van de naam was de toevoeging van Nationis Germaniae (van de Duitse Natie, Duits: Deutscher of Teutscher Nation) aan de rijkstitel in de late 15e eeuw. Hiermee werd het rijk gepresenteerd als een uitsluitend Duitse aangelegenheid. Of daarmee ook bedoeld werd dat het rijk voornamelijk nog uit de "Duitse" kerngebieden bestond en dat de Italiaanse gebieden niet meer tot het rijk behoorden, is omstreden. In ieder geval behoorden enkele slechts ten dele Duitstalige, namelijk Tsjechische, Bourgondische, Lotharingse en Sloveense, gebieden er nog wel toe.
De toevoeging "van de Duitse Natie" werd pas laat en nooit consequent gebruikt; 'Heilige Roomse Rijk' bleef de meest gebruikelijke naam. Vanaf het midden van de 16e eeuw verdween ook het woord "Heilig" geleidelijk uit de naam. In de laatste verdragen die de keizer sloot werd het Rijk kortweg Duitse Rijk (Duits: Deutsches Reich) genoemd.

## Bloeitijd vanaf de 10e eeuw

### Van de oostelijke Franken tot de Ottonen
De breedst gedragen consensus is dat het Heilige Roomse Rijk in 962 werd gesticht door keizer Otto I. Een andere gangbare visie is echter dat het Heilige Roomse Rijk al werd geboren in 800, toen Karel de Grote werd gekroond tot eerste (westerse) keizer sinds het afdanken van Romulus Augustulus in 476. Karel noemde zichzelf echter meestal de koning van de Franken. Dit Frankische Rijk omvatte zowel het hedendaagse Frankrijk als Duitsland en Noord-Italië. Karel werd opgevolgd door zijn enig overgebleven zoon, die ook de keizerstitel overnam, Lodewijk de Vrome zodat het rijk nog verenigd bleef. Toen deze stierf, had hij echter drie zonen die allen naar Frankisch erfrecht aanspraak maakten op een gedeelte van het rijk.
Veel geschiedkundigen zien de stichting van het rijk dan ook als het einde van een proces dat begon bij deze definitieve splitsing van het Frankische rijk bij het Verdrag van Verdun in 843. In eerste instantie werd het rijk in drie stukken verdeeld: een Westelijk, een Midden- en een Oostelijk Rijk. De Karolingische dynastie werd eveneens gesplitst. Het Middenrijk ging naar de oudste zoon Lotharius, die tevens de keizerstitel kreeg. Het Middenrijk werd na Lotharius' dood in 855 verder opgedeeld onder diens drie zonen, maar al snel werden deze versnipperde gebieden verdeeld tussen het sterkere Oost-Frankische en West-Frankische Rijk. Het oostelijke deel werd bezit van Karel III de Dikke, die tevens de keizerstitel overnam. Karloman werd opgevolgd door enkele Karolingers, tot aan de dood van Lodewijk het Kind, die de laatste oostelijke Karolinger was.
De leiders van Allemannië, Beieren, Frankië en Saksen verkozen hierop Koenraad I van Franken tot koning in 911. Zijn opvolger, Hendrik de Vogelaar, werd aanvaard door het West-Frankische Rijk in 919, en noemde zich rex Francorum orientalium (koning van de Oostelijke Franken). Omdat hij echter van Saksische oorsprong was, namen van toen af de Saksen het bewind over van de Oostelijke Franken. De volgende dynastie van de Ottonen was dan ook een Saksische dynastie.

### Ottonen
Hendrik stelde zijn zoon Otto aan als opvolger, die werd verkozen in Aken, in 936. Zijn latere kroning als keizer Otto I in 962 betekende het officiële begin van het Heilige Roomse Rijk.
Het sinds 800 bestaande tweekeizerprobleem met het Byzantijnse Rijk werd in 972 langs diplomatieke weg opgelost door het huwelijk van Otto II met de Byzantijnse prinses Theophanu, zoals vastgelegd in de Huwelijksoorkonde van keizerin Theophanu.

### Salische dynastie en het huis Supplinburg
Toen keizer Hendrik II in 1024 als laatste van de Saksische Ottonen zonder opvolgers stierf, werd Koenraad II verkozen tot koning. Hij was de eerste van de Salische dynastie.
Het rijk stortte bijna ineen tijdens de Investituurstrijd, toen paus Gregorius VII koning Hendrik IV in de ban deed. Hoewel deze beslissing ongedaan werd gemaakt na de Tocht naar Canossa in 1077, waren de theocratische eigenschappen van het rijk aangetast; de Duitse koning was vernederd. Belangrijker nog was de intrede van de kerk, althans de kerkvorsten die religieus en wereldlijk gezag in hun vorstendommen uitoefenden, als een onafhankelijke factor in het politieke systeem van het rijk.
Na de Salische dynastie doet het huis Supplinburg zijn intrede in 1125, met als enige vertegenwoordiger, keizer Lotharius III.

### Hohenstaufen

De Hohenstaufen-dynastie regeerde over het Heilige Roomse Rijk en Sicilië op het toppunt van zijn grootte.

Koenraad III werd in 1138 verkozen als eerste keizer van de Zwabische Hohenstaufen-dynastie. Frederik Barbarossa noemde als eerste het Rijk 'Heilig'.
Barbarossa verstevigde de eenheid van zijn land door de plaatselijke hertogen te verbieden hun onderlinge vetes uit te vechten. Nieuwe steden werden gesticht, zowel door de keizer als door de plaatselijke hertogen. Dit gebeurde vooral om de bevolkingsexplosie op te vangen, maar ook om de economische kracht van het rijk op strategische plaatsen te concentreren. Voorbeelden van deze steden zijn Freiburg en München.
De regeerperiode van de laatste Hohenstaufer Frederik II was in vele opzichten verschillend van die van eerdere keizers. Met de pausen Gregorius IX (1227-1241) en Innocentius IV (1243-1254) raakte hij in conflict. Paus Gregorius IX excommuniceerde hem omdat hij niet op kruistocht wilde gaan en paus Innocentius IV zette hem tijdens het Eerste Concilie van Lyon (1245) af.

### Machtsstrijd na de Staufen

#### Interregnum
Na de afzetting van Frederik II in 1245 werd, met steun van de paus, eerst Hendrik Raspe en daarna Willem II van Holland tot koning gekroond. De twee naaste familieleden van Frederik, zijn zwager Richard van Cornwall en Alfons X van Castilië, achterkleinzoon van keizer Frederik I Barbarossa waren de troonpretendenten na de dood van Willem II in 1256. Deze periode van rivaliserende heersers staat bekend als het Interregnum en kwam in 1273 ten einde toen Rudolf I van Habsburg tot koning werd verkozen. Rudolf en zijn opvolgers zagen het Rijk echter alsmaar meer uit elkaar vallen. De keurvorsten verzelfstandigden hun koninkrijken en hertogdommen.

#### Wisselende dynastieën
Het Heilige Roomse Rijk was een kieskoninkrijk geworden, hetgeen betekende dat de koning voortaan werd gekozen door zeven keurvorsten. Deze gaven er doorgaans de voorkeur aan het koningschap regelmatig van dynastie te laten wisselen. De eerste in deze reeks koningen was Rudolf van Habsburg (1273-1291). Evenals al zijn opvolgers streefde hij er in de eerste plaats naar zijn Hausmacht uit te breiden.
De strijd tussen de Ghibellijnen en de Welfen en de verhuizing van de pausstoel van Rome naar Avignon, zorgde ervoor dat tussen 1245 en 1312 geen keizer werd benoemd. Met de verklaring van Rhense (1338) werd de vraag gesteld wat de rol van de paus was bij de verkiezing van de rooms-koning. De Gouden Bul van 1356 regelde de verkiezing, waarbij gesteld werd, dat de pauselijke goedkeuring niet noodzakelijk was.

### Habsburgers
In 1438 werd met Albrecht II weer een Habsburger koning en sindsdien zou het huis Habsburg een erfelijk greep op de keizerswaardigheid verkrijgen. Een tweede concentratie van keizerlijke macht vond plaats onder Karel V van Habsburg die weldra zou worden bestreden door de protestantse keurvorsten, wat tot een ernstige crisis en tot oorlogen leidde, die uiteindelijk in de Dertigjarige Oorlog hun einde vonden. Het keizerschap was na 1648 nog voornamelijk symbolisch van aard en de 'Habsburgse' keizers baseerden hun macht sindsdien op het koningschap over Bohemen, Hongarije en Oostenrijk.

#### Rijkshervorming
De grondwet van het rijk was begin 15e eeuw grotendeels nog niet vastgelegd. Hoewel enkele procedures en instellingen vastlagen, hingen de mogelijkheden van de hertogen om zich onafhankelijk te gedragen in het rijk vooral af van de persoonlijkheid van de regerende vorst. Toen keizer Frederik III (1415-1493), die grotendeels binnen zijn kroondomein verbleef, de oude kernlanden verwaarloosde, viel het oude regeringsorgaan, de Hoftag, uit elkaar. De Rijksdag bestond nog niet, waardoor het rijk onbestuurbaar werd. Uiteindelijk ontstonden zelfs interne oorlogen. Tijdens deze drastische veranderingen gingen dan ook stemmen op om de structuur van het rijk te veranderen. Regels uit een ver verleden waren niet meer relevant; een versterking van het gecentraliseerd bestuur werd noodzakelijk geacht.

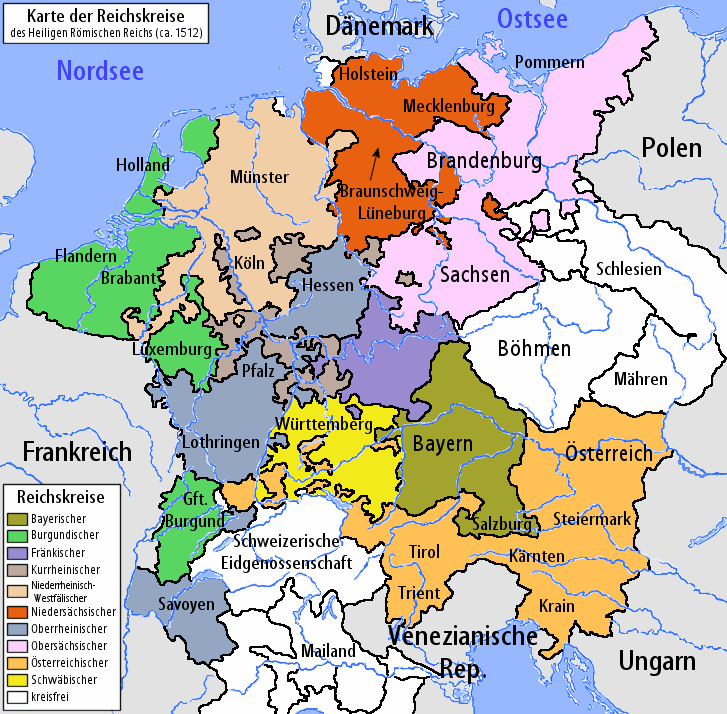
Een kaart van het Heilige Roomse Rijk en zijn kreitsen aan het begin van de 16e eeuw. Gebieden die geen onderdeel uitmaakten van de kreitsen zijn weergegeven in wit.

Toen Frederik III de hertogen nodig had om zijn oorlog tegen Hongarije te financieren in 1486 en zijn zoon, de latere keizer Maximiliaan I, tot koning werd verkozen, eisten de hertogen een samenkomst. Voor de eerste keer werd de vergadering van kieshertogen en anderen de Rijksdag genoemd. Frederik weigerde dit nieuwe orgaan bijeen te roepen, maar zijn zoon ging na de dood van zijn vader akkoord. In Worms werd de Rijksdag voor het eerst samengebracht in 1495. Hier werd de Rijkshervorming goedgekeurd, waardoor het rijk weer wat structuur zou krijgen.
Pas in 1512 werd deze hervorming voltooid, door het rijk bestuurlijk in 10 kreitsen in te delen. In hetzelfde jaar kreeg het Heilige Roomse Rijk ook een nieuwe naam, van toen af aan zou het rijk het Heiliges Römisches Reich deutscher Nation ("Heilige Roomse Rijk der Duitse Natie") heten. In 1548 werd met de Transactie van Augsburg de al bestaande Bourgondische Kreits uitgebreid tot alle "Zeventien Provinciën" die op dat moment onder de rechtstreekse heerschappij van keizer Karel V stonden en hiermee zo goed als los van het rijk kwamen te staan. Zij betaalden voortaan alleen nog een bescheiden jaargeld aan de persoon van de keizer die daarvoor de belofte deed de Nederlanden te beschermen.
In 1559 ten slotte werd met de Vrede van Cateau-Cambrésis tussen de koningen van Engeland, Frankrijk en Spanje de westgrens van het rijk verlegd van de Schelde naar het zuiden (Calais werd door Engeland definitief afgestaan aan Frankrijk). De Schelde had al zeker 600 jaar gegolden als westgrens. Voor Karels opvolger Filips II van Spanje en de Nederlanden, die binnen het gebied van de Nederlanden zo goed als alles bezat, betekende het dat hij voor een deel van zijn gebieden niet meer gezien werd als vazal van de Franse koning.

#### Religieuze twisten
Karel V was de laatste keizer die de middelen had, vooral door zijn rijke Spaanse gebieden overzee, om buiten zijn 'Hausmacht', ook een krachtig beleid te voeren in zijn overige keizerlijke gebied. Hij trachtte, met wisselend succes, een meer gecentraliseerd rijk op te zetten maar vooral de rijke en machtige steden in de Lage Landen, Zwitserland en Italië, die van oudsher al veel onafhankelijkheid bezaten, verzetten zich hier tegen. En toen Maarten Luther in 1517 de Reformatie startte, zagen veel plaatselijke hertogen, vooral in het noorden van het Duitse Rijk, een nieuwe kans om de keizer nog meer macht afhandig te maken door 'over te lopen' naar de protestanten. Na enkele decennia van oorlog en verwarring, gooide de moegestreden keizer Karel de handdoek in de ring en besloot de Rijksdag van Augsburg op 25 september 1555 tot een Godsdienstvrede. Voortaan zou de landsheer bepalen welke religie zijn onderdanen zouden aanhangen.
Daarmee was de geloofskwestie slechts tijdelijk geregeld. De Dertigjarige Oorlog (1618-1648) was de laatste grote oorlog in continentaal Europa waarbij de tegenstelling tussen protestanten en katholieken een hoofdrol speelde. De Duitse Katholieke Liga en een wisselende, internationale, protestantse coalitie stonden tegenover elkaar en vele Europese mogendheden raakten om hun eigen redenen betrokken in de strijd. Op Duits grondgebied, waar de meeste gevechtshandelingen plaatsvonden, leidde dit tot ongekende verwoestingen en slachtpartijen. Een dieptepunt was wat in de Duitse geschiedschrijving bekendstaat als de 'Magdeburger Hochzeit', waarbij in 1631 het Saksische Maagdenburg door de keizerlijke troepen geheel werd platgebrand en zo'n 20.000 burgers werden afgeslacht. De machtsstrijd tussen de hertogen en de keizer was ook een factor van belang. Dat godsdienst niet meer zo belangrijk was als in de 16e eeuw bleek uit het feit dat het katholieke Frankrijk de kans waarnam om aan 'protestantse' zijde mee te vechten om zo met hun katholieke Habsburgse rivalen af te rekenen. Feitelijke bondgenoten van Frankrijk waren daarbij de protestantse Nederlandse Republiek en Gustaaf II Adolf van Zweden, die een bekwaam veldheer was en zijn land op de kaart zette als grote mogendheid in Noord-Europa door zijn krachtige interventies ten gunste van de protestanten, al liet hij hier zelf het leven bij in 1632.
De Spaanse Habsburgers werden tot tweederangsmogendheid gedegradeerd en in het Duitse Rijk werd politieke verdeeldheid gezaaid waarvan het pas in 1870 met de oprichting van het Duitse Keizerrijk voor een groot deel zou herstellen.

### Implosie van het rijk

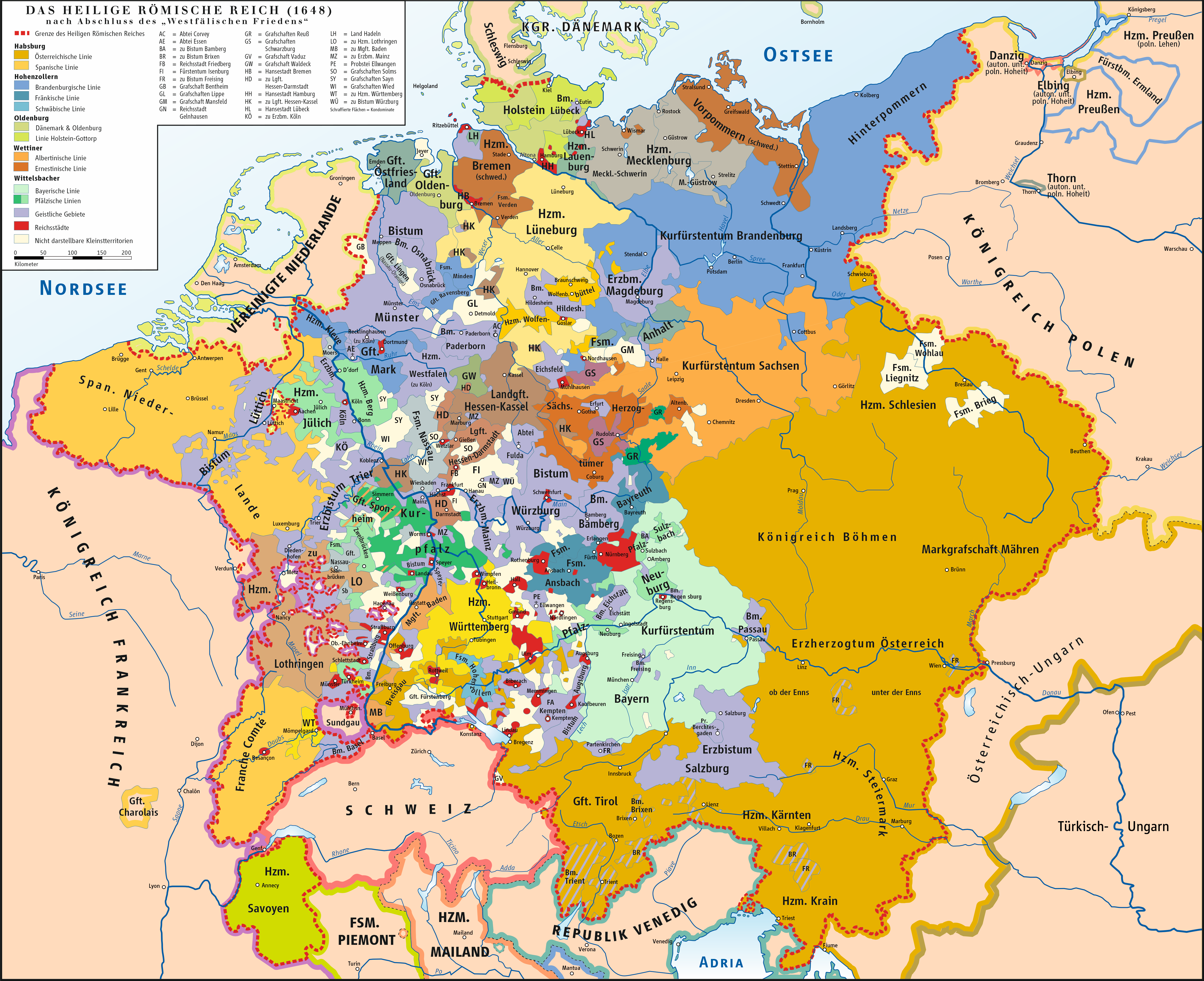
Het Heilige Roomse Rijk in 1648
door de Oostenrijkse Habsburgers geregeerde landen binnen het Duitse Rijk
door de Spaanse Habsburgers geregeerde landen binnen het Duitse Rijk
kerkelijke goederen
keurvorstendom Beieren
keurvorstendom Saksen
keurvorstendom Brandenburg

Het einde van het rijk was te wijten aan verschillende oorzaken. Na de Vrede van Westfalen in 1648, waarbij de interne gebieden bijna volledige onafhankelijkheid kregen, was het rijk niet meer dan een samenraapsel van verschillende staten. De keizer had alleen nog macht in zijn persoonlijke gebieden en mocht zich niet meer bemoeien met de aangelegenheden van de andere staten. Op papier bestond het rijk nog steeds, maar in feite was het een lege huls geworden. Voltaire noemde het rijk in dit stadium dan ook noch heilig, noch Romeins, noch een rijk. In 1648 werd naast de constitutionele onafhankelijkheid van de Duitse staten ook de onafhankelijkheid van de Republiek der Zeven Verenigde Nederlanden en de Zwitserse Confederatie officieel bevestigd.
Het Heilige Roomse Rijk mocht dan een lege doos zijn, maar de Oostenrijkse tak van de Habsburgse monarchie was nog lang niet afgeschreven. Met de Oostenrijkse Successieoorlog (1740-1748) kwam binnen het Duitse Rijk het koninkrijk Pruisen sterk op onder leiding van het huis Hohenzollern. Ofschoon hun etnisch voornamelijk Duitse kernland Oost-Pruisen, en daaraan in 1772 en 1795 bij annexatie toegevoegd West-Pruisen en Danzig, nooit tot het Heilige Roomse Rijk der Duitse Natie behoorden, waren zij als hertogen van Brandenburg (Brandenburg) wel keurvorsten in dat Rijk. In die hoedanigheid wierpen zij zich als Hohenzollerns op als kampioen van de lutherse standen in het rijk. Overigens moesten zij die positie met geweld bevestigen en met name Saksen dwingen de zijde van de Habsburgers te verlaten.

### Einde
Met de Reichsdeputationshauptschluss (1803) kwam er een einde aan het traditionele katholieke overwicht in het college van keurvorsten. De keizer raakte met de geestelijke vorsten en de rijkssteden zijn belangrijkste steunpilaren kwijt. Op 18 mei 1804 riep de Franse Senaat Napoleon tot keizer uit. Datzelfde jaar stichtte keizer Frans II het nieuwe keizerrijk Oostenrijk.
De Derde Coalitieoorlog (1805) tegen Napoleon Bonaparte en de desastreuze nederlaag in de Slag bij Austerlitz betekende het einde.
Op 12 juli 1806 vormde Napoleon de Rijnbond, een coalitie van 16 Zuid- en West-Duitse staten. De hertogdommen Beieren, Württemberg en Saksen werden tot koninkrijk verheven. Later sloten zich nog 23 Duitse staten bij de bond aan, zodat bijna heel Duitsland onder Franse controle kwam. Het Rijk werd officieel ontbonden op 6 augustus 1806, toen keizer Frans II officieel afstand deed van de kroon.
Door de Franse Revolutie en de daaropvolgende verspreiding van de denkbeelden ervan had ook het nationalisme wortel geschoten in de Duitse landen. Er ontstond na de Franse tijd een streven naar een 'hereniging' van de Duitstalige landen die vroeger het Roomse Rijk hadden gevormd. De vraag was of dit weer onder leiding van Oostenrijk en de Habsburgers moest zijn (de Groot-Duitse richting) of onder Pruisen en de Hohenzollerns met uitsluiting van Oostenrijk en de Habsburgers (de Klein-Duitse richting). Het was van begin af aan duidelijk dat Pruisen, met koninkrijk Groot-Brittannië en Nederland overwinnaar bij Waterloo, hiervoor de beste kaarten had. Na enkele stappen, waaronder de inrichting van een 'Noord-Duitse Bond' als tolgemeenschap, werd Pruisens streven ten slotte bekroond in 1871 met de oprichting van het (tweede) Duitse Keizerrijk.
Leden van het Habsburgs Huis zouden tot 1918 keizer van Oostenrijk en daarnaast koning van Hongarije blijven.

## Institutionele vraagstukken

### Koning en keizer
Het Heilige Roomse Rijk begon zijn bestaan als het Oost-Frankische koninkrijk. Op een zeker moment werd aan de koning van dit rijk ook de keizerstitel gegeven. Hoewel dit als tijdelijke regeling bedoeld was om een acute politieke situatie op te lossen, is de keizerstitel nadien blijven 'hangen' in het Oost-Frankische koninkrijk. In de beginperiode dongen de West-Frankische koningen nog mee naar de keizerstitel, maar zij kregen die slechts een enkele keer. Reden hiervoor is o.a. dat de West-Frankische koningen zo ver weg woonden dat ze niet precies op de hoogte waren van de politieke situatie in het andere koninkrijk. Uiteindelijk hebben ze hun bemoeienissen met het andere deel van het voormalige Karolingische Rijk opgegeven. Aldus werd de benoeming van de keizer een interne aangelegenheid van het Oost-Frankische koninkrijk. Dit koninkrijk en het keizerrijk vielen in de praktijk steeds meer samen, hoewel de keizer als wereldlijke tegenhanger van de paus optrad. Aldus konden de regionale machthebbers in het Oost-Frankische koninkrijk bepalen hoe de keizer werd gekozen en op die manier kon de titel Heilig Roomse Rijk der Duitse naties ontstaan.
Frederik Barbarossa (1152-1190) was de eerste die de aanduiding Sacrum Imperium (Romanorum) (Heilige Roomse Rijk) gebruikte. Dit was gericht tegen de wereldlijke ambities van de Sancta Ecclesia, de Heilige Kerk.
Het Heilige Roomse Rijk kende dus zowel een koning als een keizer. Deze hoefden niet dezelfde persoon te zijn, maar waren dat in de praktijk vaak wel; een machtig persoon die eenmaal tot koning wordt gekozen, kon men ook de keizerstitel niet onthouden. De koning van het koninkrijk werd de rooms-koning genoemd. Gekozen worden tot koning was dus vaak, maar niet altijd het voorstadium om keizer te worden. Deze tweefasenstructuur is altijd blijven bestaan. Uiteraard hangt dat samen met de ontstaansgeschiedenis van het keizerschap, maar ook met de ideologie van het keizerschap. De keizer belichaamde een hoger ideaal dan een koning, namelijk wereldheerschappij versus een lokale machthebber, de koning. Lodewijk XIV van Frankrijk waarschuwde zijn opvolger in zijn testament voor deze ambities van de keizer. Die waren onlosmakelijk verbonden met de keizerstitel, ongeacht of de keizer in de praktijk zo machtig was of niet. Lodewijk waarschuwde dus ca. 700 jaar nadat de West-Frankische koningen waren opgehouden met meedingen naar de keizerstitel, toch nog even zijn opvolger.

### Duitse natie?
In tegenstelling tot wat de toevoeging "der Duitse natie" suggereert, was het Roomse Rijk geen Duitse natiestaat in de moderne zin van het woord. Na de neergang van het Romeinse Rijk verdween het abstracte begrip staat. Al voerde Lodewijk de Vrome (816-840) het oude Romeinse begrip res publica weer in, dit hield niet in dat er een besef was van trouw aan de staat; macht was persoonsgebonden en gebieden konden bij vererving of huwelijk gedeeld of samengevoegd worden. In de loop van de tijd verschoof dit echter. Met betrekking tot de koningsverkiezing van Hendrik de Vogelaar (919-936) werd voor het eerst gesproken over het regnum Teutonicorum, het koninkrijk van de Teutonen of Duitsers, een teken dat een gebied los begon te worden gezien van de heerser. Hendrik maakte dan ook een einde aan de gewoonte van de verdeling van het rijk onder de zonen van de keizer.
Het Heilige Roomse Rijk was groter dan het latere Duitse Rijk. Waar het laatstgenoemde rijk bestond uit het koninkrijk van de Duitsers — waaronder toen ook de Nederlanden en Bohemen, en het huidige Oostenrijk, Zwitserland en Slovenië — bestond het Heilige Roomse Rijk ook nog uit de bovengenoemde andere koninkrijken en deelde het met de paus de heerschappij over Rome.
Hoewel het grootste deel van de onderdanen en regeerders in het rijk van Duitse afkomst was, bestonden er vanaf het begin verschillende etnische variëteiten binnen het Rijk. Talrijke van zijn belangrijkste edelen en leiders kwamen echter van buiten het Duitssprekende gebied. Op het hoogtepunt van zijn macht bestond het rijk uit het huidige Duitsland, Oostenrijk, Slovenië, Zwitserland, België, Nederland, Luxemburg, Tsjechië en ook uit oostelijke delen van Frankrijk, het noorden van Italië en het westen van het moderne Polen (Silezië en hertogdom Pommeren). Afgezien van de Tsjechische gebieden in het koninkrijk Bohemen, de Slavische gebieden van Slovenië en oostelijk Opper-Silezië alsmede de Franstalige gebieden, en het noorden van Italië, spraken de inwoners van het Duitse Rijk Duitse dialecten en schreven zij in vele varianten van het middeleeuwse Hoogduits en het Nederduits en na de 16e eeuw in de Hoogduitse en Nederlandse (toen Nederduits genoemde) standaardtaal. De Staat van de Duitse Orde (Pruisen) stond onder kerkelijk gezag van Rome en heeft nooit tot het Duitse Rijk behoord.
Het rijk was echter gedurende het grootste deel van zijn bestaan een confederatie. In de middeleeuwen ging de macht van het rijk spoedig achteruit en verloor de keizer meer en meer macht aan de vorsten onder hem. De zogenaamde keurvorsten kozen de koningen en keizers. De macht van de keizer varieerde door de tijden heen. Door de Investituurstrijd tussen de keizer en de paus (11e-12e eeuw) werd het aanzien van het rijk sterk verzwakt. Na 1250 had de keizer nauwelijks nog gezag buiten zijn eigen bezittingen (de zogenaamde "Hausmacht"). In de 15e eeuw slaagden de Habsburgers er in om het keizerschap weer te versterken en dat vond een hoogtepunt in de 17de eeuw. De godsdienstige scheiding (na 1522) en de daaruit voortvloeiende Dertigjarige Oorlog (1618-1648) beperkte de keizerlijke macht in feite tot de rooms-katholieke vorstendommen, terwijl de lutherse vorstendommen zich achter de rijzende macht van het hertogdom Pruisen (Brandenburg) gingen stellen. Pruisen riep zich in 1702 eigenmachtig uit tot een soeverein koningschap dat zich tegen de Habsburgers keerde en een in feite gelijkwaardige positie verwierf door Habsburg te verslaan in de Silezische oorlogen.

### Duits koning/keizer
De kroningen van de keizers van het Heilige Roomse Rijk waren geënt op de kroning van Karel de Grote in 800. Een toekomstig keizer moest eerst en vooral koning van de Duitsers worden. Duitse koningen werden al eeuwen verkozen, in de 9e eeuw door de leiders van de vijf belangrijkste stammen (de Franken, de Saksen, de Beieren, de Zwaben en de Thuringers), later werden deze koningen verkozen door drie bisschoppen, de paltsgraaf en de drie voornaamste hertogen. Nog later werd een college van keurvorsten ingesteld. Dit college werd officieel samengesteld in 1356. Oorspronkelijk waren er zeven kiesgerechtigden, maar dit aantal wijzigde in de loop van de eeuwen.

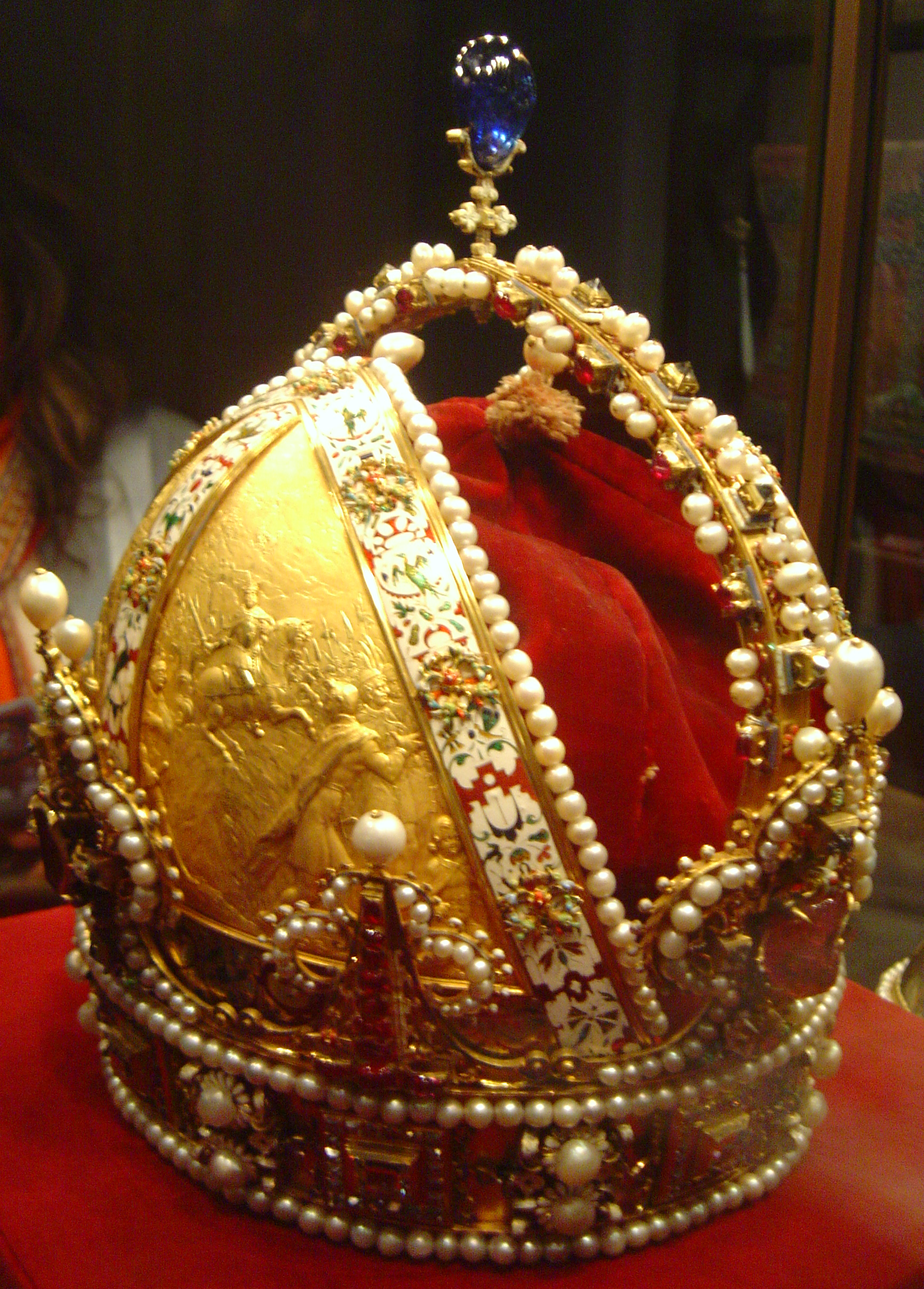
Deze keizerskroon van Rudolf II, keizer van het Heilige Roomse Rijk, was een van de gebruikte kronen.

Tot 1508 reisde de nieuw verkozen koning naar Rome om zich door de paus tot keizer te laten kronen. Nooit kon de keizer autonoom het rijk besturen. Zijn macht werd sterk ingeperkt door de verschillende lokale leiders. Na de 15e eeuw werd de Rijksdag opgericht als het wetgevende orgaan van het Rijk. Deze Rijksdag was een vergaderend orgaan dat op verschillende locaties samenkwam. Pas na 1663 zou de Rijksdag een permanent orgaan worden met vaste vestiging in Regensburg ("Immerwährender Reichstag").

### Rijksstanden
Een deelgebied werd aangezien als Reichsstand (rijksstaat of rijksstende) wanneer ze geen andere autoriteit boven zich had dan de keizer. Deze staten waren:
- Gebieden geregeerd door een vorst of een hertog (in sommige gevallen ook een andere titel).
- Kerkelijke gebieden geregeerd door een bisschop of een prins-bisschop. In het tweede geval kwam het gebied onder het bevel van deze leider overeen met het plaatselijke bisdom, waardoor de bisschop zowel kerkelijke als wereldlijke macht had.
- Vrijsteden

Het aantal van deze gebieden was erg groot. Toen de Vrede van Münster getekend werd, bestond het rijk uit honderden deelstaten, waarvan een heleboel niet groter waren dan enkele vierkante kilometers. Anderen hadden geen grondgebied; het waren stiften of, zoals aan het einde van het bestaan van het rijk voorkwam, vorsten die, zonder grondgebied te bezitten, lid waren van de Rijksdag. Voor het aantal rijksstaten van 1792, zie de Lijst van leden van de Rijksdag (1792) en de Lijst van leden van de Rijksdag (1803).

### Rijksdag
De Rijksdag was het wetgevende orgaan van het Heilige Roomse Rijk. Het was een vergadering waarin de honderden vorsten en vorst-bisschoppen en vorst-abten of abdissen zitting hadden. Ook de rijksgraven, vrije steden en vertegenwoordigingen van de graven in bepaalde territoria hadden er hun zetel. Omdat zij ook over rijkslenen beschikten, zetelden ook de koningen van Engeland, huis Hannover van 1760 en Zweden, als gevolg van de Dertigjarige Oorlog, in deze vergadering.

### Keizerlijke rechtbanken en instituties
Het Rijk kende twee rechtbanken: de Reichshofrat, aan het hof van de koning te Wenen, en na de Keizerlijke Hervorming van 1495 ook het Reichskammergericht.
Het rijk bezat een klein en zwak eigen leger en er waren rijksvestingen die op kosten van het rijk werden bemand.

## De heraldiek en de regalia

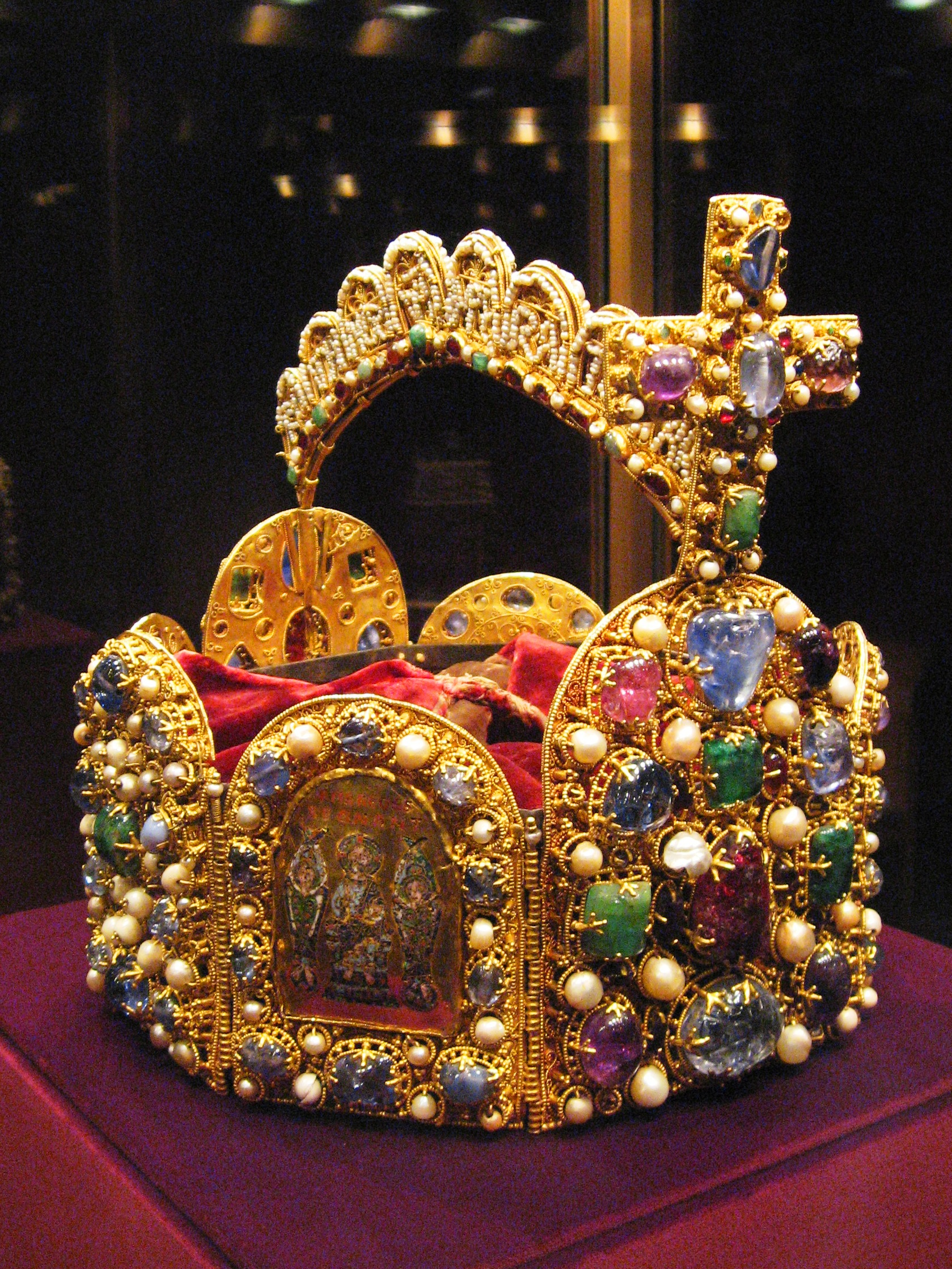
De rijkskroon van Otto I uit de 10e eeuw

De keizers van het Heilige Roomse Rijk werden eerst tot rooms-koning gekroond in Aken en later in Frankfurt. De daarvoor benodigde regalia bestonden uit de kroon, de scepter, de rijksappel, kroningskledij en een psalter (gebedenboek). Deze werden aanvankelijk bewaard op de rijksburcht Trifels en later in de rijksstad Neurenberg. Bij de kroning waren er ceremoniële taken weggelegd voor de dragers van de aartsambten (Erzämter): de rijksaartskamerheer, de rijksaartsschatmeester, rijkserfmaarschalk, de rijksopperstalmeester en de rijksaartskanseliers voor Duitsland, Italië en Bourgondië. Geen van deze functies bracht werkelijke macht met zich mee.
Karel de Grote plaatste een adelaar in het hof van zijn palts in Aken. Adelaars, symbolen van kracht en macht, waren al bij de Goten en Romeinen geliefde tekens van heerschappij. Onder de Ottonendynastie wordt men zich meer bewust van de Romeinse traditie van de adelaar. Koenraad II plaatst een adelaar op zijn scepter. In de tijd dat de heraldiek ontstaat, gaat men een eenkoppige adelaar van goud of zwart al snel als het wapendier van het rijk zien. Onder keizer Hendrik VI zien we voor het eerst een zwarte adelaar op een schild. Zwart en goud golden al in de 13e eeuw als de kleuren van de koning/keizer, dit ter onderscheiding van de oorspronkelijke rijkskleuren rood en wit.

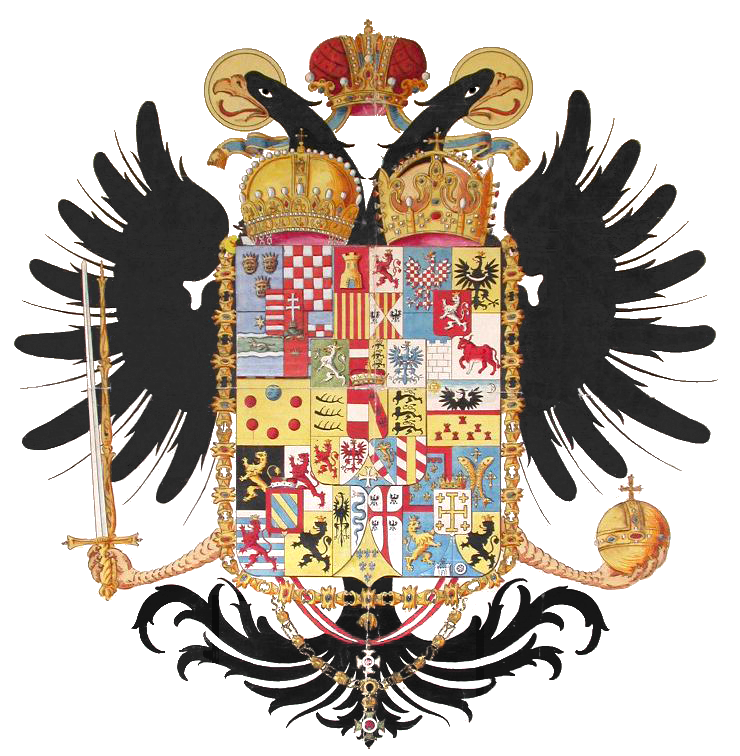
Volledig wapen van keizer Joseph II uit 1765 met de dubbelkoppige adelaar, het hartschild en alle heraldische attributen

In de 13e eeuw wordt eerstmaals een dubbelkoppige adelaar als wapendier voor de keizer gebruikt. Onder keizer Karel IV wordt dit definitief, maar het is Sigismund die als eerste keizer ook zelf de zwarte dubbeladelaar op een gouden veld als wapen voert. De dubbelkoppigheid werd gezien als symbool voor de macht van het Oost- en West-Romeinse Rijk en ook als teken van keizerlijke plicht om zowel de geestelijke als de wereldlijke orde te handhaven. Keizer Sigismund voorziet de dubbeladelaar rond 1430 bovendien van een aureool of nimbus achter de koppen, dit naar het voorbeeld van de Johannes-adelaar, die symbool stond voor de evangelist Johannes.
Sindsdien blijft deze adelaar tot het einde van het rijk in 1806 min of meer onveranderd. Keizer Frederik III plaatst nog wel op de buik van de adelaar een hartschild, met daarop de wapens van zijn erflanden. Dit gebruik zouden alle latere keizers volgen. Daarnaast voegden heraldische tekenaars ook nog wel kronen, zwaard, scepter, rijksappel en schildhouders aan het wapen toe.
De wapens met adelaar van het keizerrijk Oostenrijk, het Duitse Keizerrijk, de Weimarrepubliek, nazi-Duitsland en de bondsrepublieken Duitsland en Oostenrijk zijn alle voortzettingen van deze eeuwenoude heraldische traditie. De Duitse Democratische Republiek brak met die traditie en koos een nieuw wapen volgens de socialistische heraldiek, dus zonder adelaar. Sinds 1950 lijkt de adelaar van de Bondsrepubliek weer sterk op die van de Hohenstaufen uit de 12e eeuw. Toen de Bondsdag in 1990 naar Berlijn verhuisde, debatteerde dit parlement over de vorm van de adelaar. Moest het de "vette kip", spotnaam voor de vriendelijker uitziende corpulente adelaar, blijven of koos men de oude, agressief aandoende magere adelaar? De Bondsdag koos een adelaar die zo vreedzaam was als een grote roofvogel maar zijn kan.

## Duitse Tweede en Derde Rijk
Naar de ideeën van Arthur Moeller van den Bruck noemden de nazi's het Heilige Roomse Rijk later het Eerste Rijk der Duitse natie. Het Duitse Keizerrijk (1870-1919) was dan het Tweede Rijk en het zogenaamde 'Grootduitse Rijk' ook wel het 'Duizendjarige Rijk' van de nationaalsocialisten het Derde Rijk.